# Tre lepri

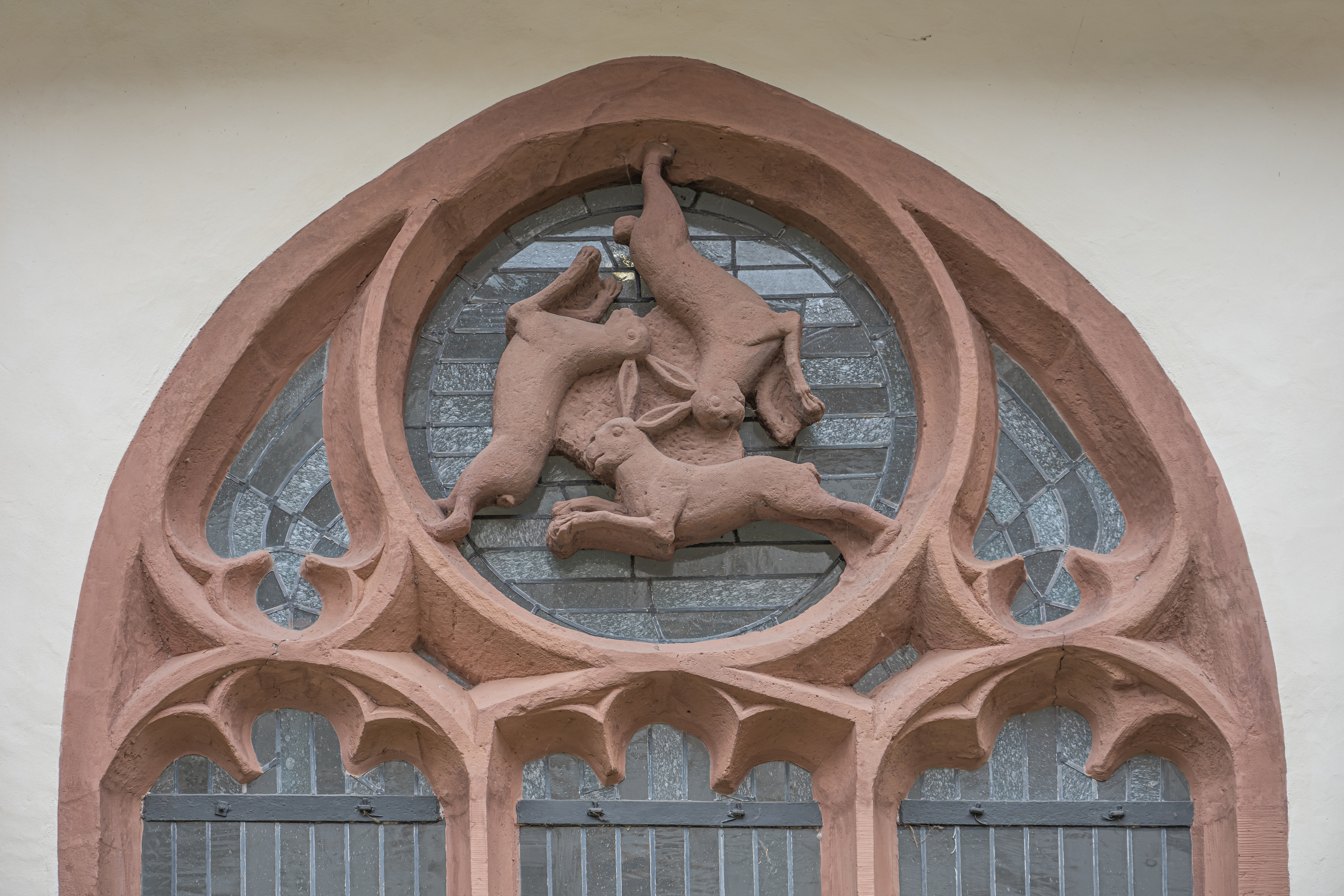
Scorcio della cattedrale di Paderborn (Germania) su cui sono raffigurate le tre lepri

Le tre lepri sono un simbolo circolare raffigurante tre lepri che si rincorrono in cerchio formando un triangolo equilatero con le loro orecchie. Tale figura appare in vari luoghi sacri del Medio ed Estremo Oriente, sulle chiese del Devon (Inghilterra), e in alcune sinagoghe dell'Europa continentale. Sebbene il suo significato non sia chiaro e sia incerto il motivo per cui appaia in molti luoghi differenti, si ritiene che esso abbia una serie di correlazioni simboliche o mistiche con la fertilità e il ciclo lunare. Quando viene usato come simbolo nelle chiese cristiane risulta alludere alla Sacra Trinità. Oltre a costituire un ornamento architettonico e un simbolo religioso, le tre lepri appaiono in vari stemmi e scudi araldici, in alcune opere d'arte moderna e sono entrate a far parte della cultura di massa.

## Le origini asiatiche

Luoghi in cui sono stati localizzati degli stemmi delle tre lepri

I luoghi più antichi su cui appaiono i simboli delle tre lepri risultano essere i templi delle caverne in Cina, risalenti alla dinastia Sui (dal sesto al settimo secolo d.C.). Secondo gli storici, questa iconografia si sarebbe diffusa lungo la via della seta e avrebbe origini buddiste. Secondo alcuni, le lepri rappresenterebbero "un geroglifico di 'essere'" mentre Guan Youhui asserisce che, "così come molte altre immagini dell'arte popolare cinese che portano un simbolismo di buon auspicio, (le tre lepri) rappresenterebbero la pace e la tranquillità".
Il simbolo appare anche in vari oggetti artigianali in metallo rinvenuti in Mongolia risalenti al XIII secolo e su una moneta di rame del 1281 trovata in Iran.
Un altro stemma con le lepri appare su un antico reliquiario di fabbricazione islamica proveniente dalla Russia meridionale. Un'altra cassa costruita in un periodo databile fra il XIII e l'inizio del XIV secolo e successivamente adibita a reliquiario fu fabbricata in Iran sotto il dominio mongolo ed è conservata nel tesoro del Duomo di Treviri, in Germania. Oltre a presentare dei simboli islamici, tale manufatto presentava originariamente due immagini delle tre lepri, una delle quali è andata perduta.
Si presume che il motivo delle tre lepri si fosse diffuso dall'Asia all'Europa grazie ai commercianti asiatici che, dopo aver attraversato la via della seta, raggiunsero il sud-ovest dell'Inghilterra, ove venivano importate delle pregiate ceramiche raffiguranti tale simbolo. Tuttavia, dal momento che la maggior parte delle rappresentazioni delle tre lepri nelle chiese appaiano in Inghilterra e nella Germania settentrionale, qualcuno supporta l'ipotesi secondo cui, al contrario, le tre lepri potrebbero avere invece un'origine inglese o tedesca.

## Nell'Europa occidentale

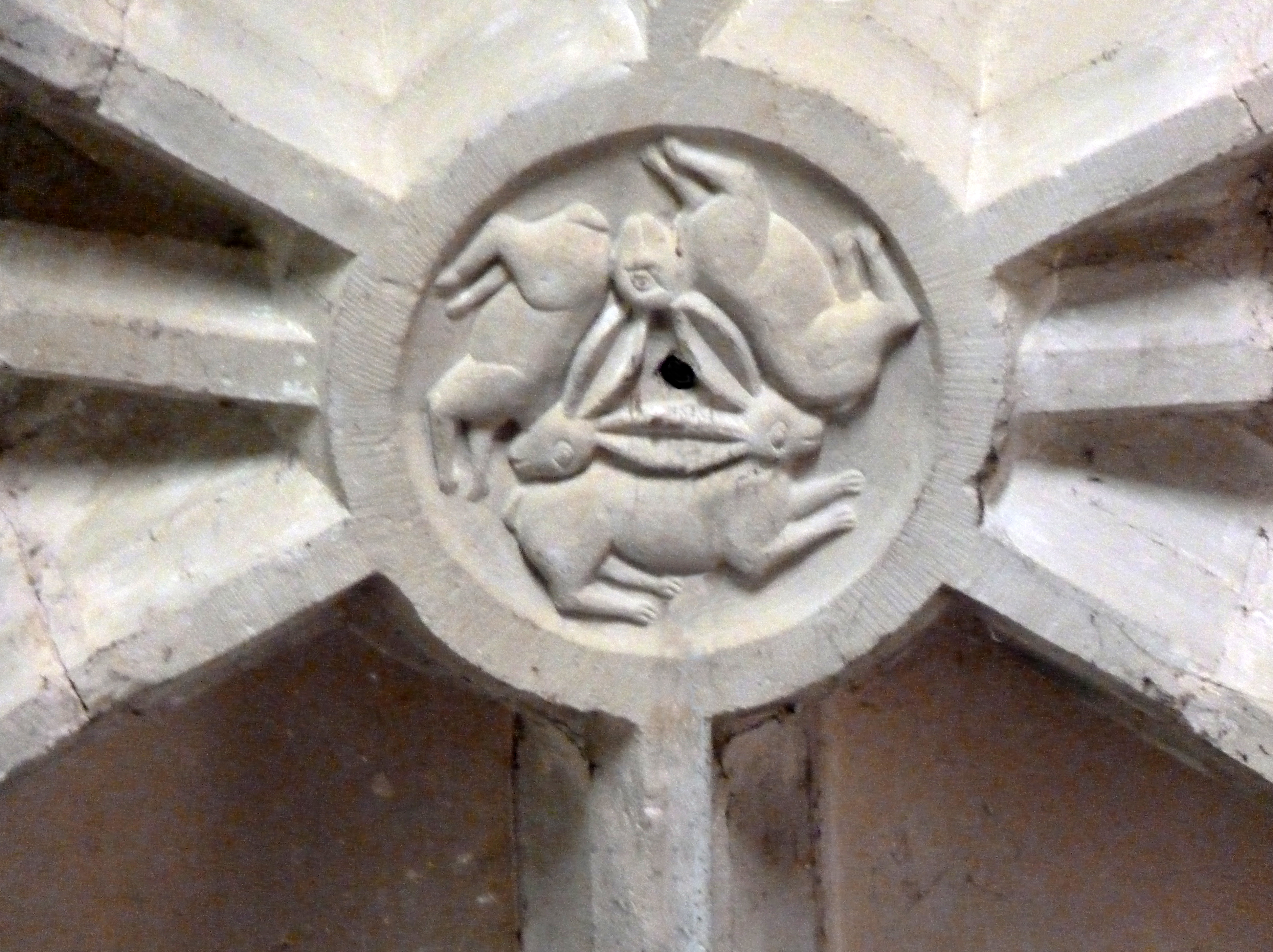
Particolare della chiesa di Anjeux (Francia)

Il motivo delle tre lepri appare anche in diverse chiese medievali europee del Devon, in Inghilterra e, in misura leggermente minore, in Francia e Germania. In Inghilterra l'emblema sembra avere dei collegamenti storici con altri simboli di simmetria circolare fra cui la più antica triscele e altri stemmi simili di età Romana che vengono fatti risalire ai primi "celti" britannici (la cultura di La Tène) e a vari manufatti in metallo come spille circolari smaltate e fibule. Il motivo appare anche in vari manoscritti miniati, sculture in legno e pietra, trafori di finestre e vetrate sparsi nel Devon. Diverse fonti documentano anche oltre trenta esempi di immagini delle tre lepri che compaiono su pomelli di legno intagliato e sui soffitti delle chiese medievali dell'Inghilterra sud-occidentale.
In Inghilterra il motivo delle tre lepri appare generalmente in aree prominenti delle chiese, come, ad esempio, la nervatura centrale del tetto del coro o su quella centrale della navata. Ciò suggerisce che il simbolo avesse un significato per i cristiani e mette in dubbio la teoria secondo la quale potrebbero essere stati i segni distintivi di un muratore o di un carpentiere. Ci sono due possibili, e forse simultanee, ragioni per cui la simbologia delle tre lepri possa aver trovato larga diffusione all'interno delle chiese. In primo luogo, dal momento che molti supponevano che la lepre fosse ermafrodita e potesse riprodursi senza perdere la sua verginità, essa potrebbe aver trovato una correlazione con la Vergine Maria. Ciò spiegherebbe il perché l'immagine della lepre possa aver trovato larga diffusione fra i manoscritti miniati e nei dipinti del Nord Europa in cui appaiono Maria e il Cristo Bambino. In secondo luogo, risulta che le tre lepri siano state adottate dai cristiani come simbolo della Santissima Trinità in quanto il simbolo presenta tre animaletti che, rincorrendosi in cerchio, formano un triangolo centrale con le loro orecchie. In molte località le tre lepri sono posizionate adiacenti a immagini dell'uomo verde, un simbolo comunemente correlato alla continuità del paganesimo anglosassone o celtico.  Queste giustapposizioni potrebbero essere state create per implicare il contrasto del Divino con la natura peccaminosa e terrena dell'uomo.
Alcuni sostengono che il nome utilizzato nel Devon per riferirsi alle tre lepri, che è Tinners 'Rabbits, venisse originariamente usato dai minatori di stagno del sud-ovest dell'Inghilterra. Le miniere generavano ricchezza e, di conseguenza, permettevano di finanziare, costruire e riparare molte chiese locali, quindi il simbolo potrebbe essere stato usato come segno del patrocinio dei minatori che estraevano lo stagno a Dartmoor, nel Devon. Nonostante ciò, alcune chiese che adottano tale ornamento nel Devon non hanno nulla a che vedere con i sopracitati minatori inglesi. Fra gli edifici che presentano figure delle tre lepri vi sono le piastrelle nella cattedrale di Chester, alcune vetrate a Long Melford, nel Suffolk e un soffitto a Scarbourough, nello Yorkshire.

## Nell'ebraismo

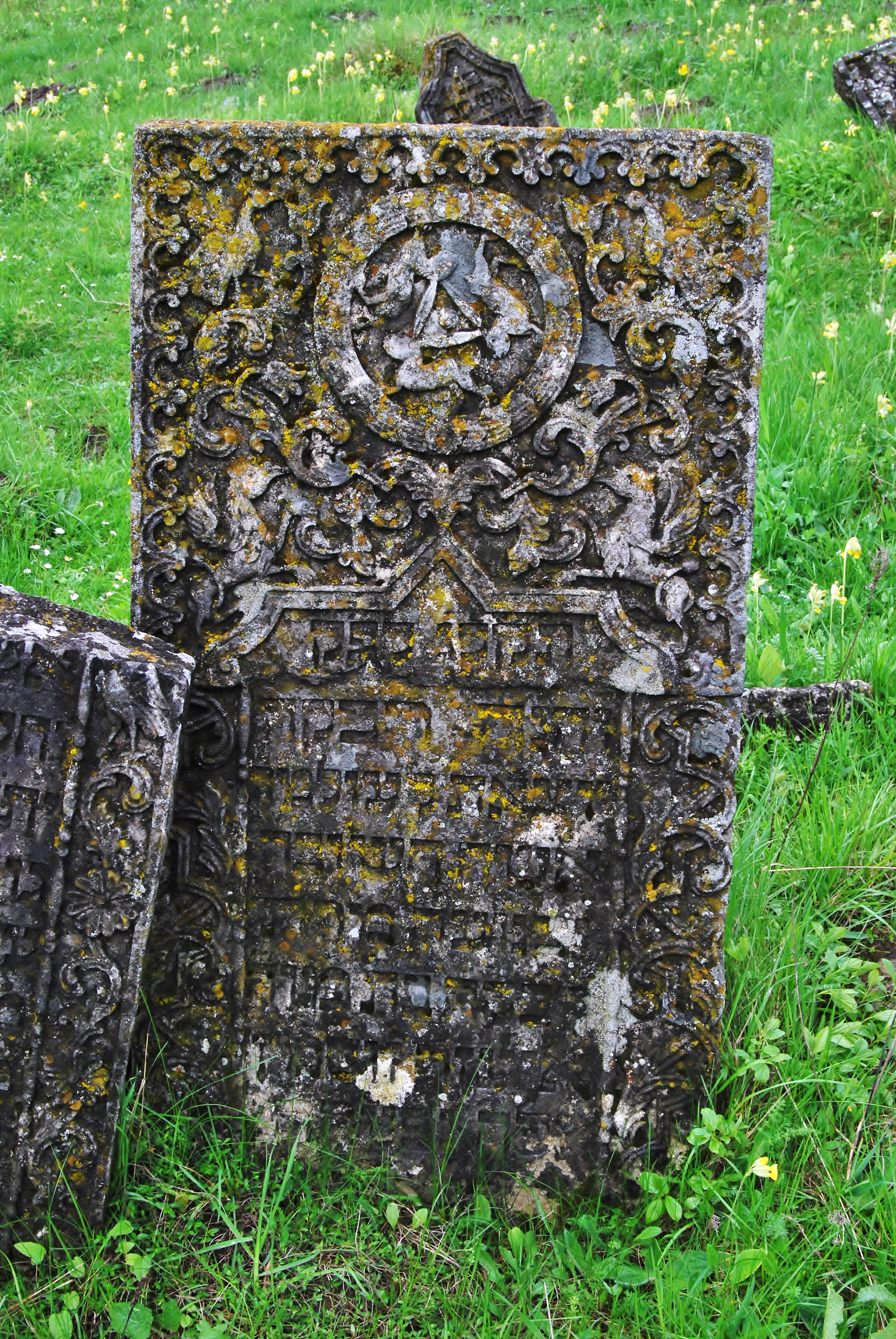
Pietra tombale del cimitero ebraico di Sataniv (Ucraina).

Sebbene siano classificati fra gli animali che non rispettano la casherut (sono infatti dei ruminanti che non hanno gli zoccoli fessi), i conigli possono avere delle connotazioni simboliche molto positive come quelle dei leoni e delle aquile. Lo studioso e rabbino tedesco Yosef Hayim Yerushalmi, vissuto nel XVI secolo, sosteneva che i conigli fossero un simbolo della diaspora ebraica. La replica del soffitto presso la sinagoga di Chodoriv (Polonia) esposta al Beit Hatfutsot di Tel Aviv presenta un grande dipinto centrale che raffigura un'aquila a due teste che regge due conigli marroni negli artigli senza intenzione di ferirli. Il dipinto è circondato da una citazione del Deuteronomio:
(Deuteronomio 32:11)

Le tre lepri vengono menzionate in un antico indovinello tedesco:
L'enigma appare in tutte le maggiori sinagoghe in legno costruite fra il diciassettesimo e il diciottesimo secolo nella regione tedesca di Ashknaz, oggi esposte al Beit Hatfutsot, al Museo Ebraico di Berlino e al Museo d'Israele a Gerusalemme. Appaiono anche nella sinagoga di Horb am Neckar (donata al Museo di Israele). I tre animali adornano i pannelli di legno della sala di preghiera di Unterlimpurg, vicino a Schwäbisch Hall, di cui esistono delle repliche nel Museo Ebraico di Berlino. Riferendosi agli interni della sinagoga di Chodoriv, la storica dell'arte israeliana Ida Uberman dichiarò che "...qui troviamo raffigurazioni di tre tipi di animali, tutti organizzati in cerchi: aquile, pesci e lepri. Queste tre creature rappresentano gli elementi cabalistici del mondo: terra, acqua e fuoco/paradiso ... Il fatto che siano sempre tre è importante, dal momento che quel numero (...) è importante nel contesto cabalistico".
Lo stemma delle tre lepri appare anche su alcune pietre tombali presso Sataniv, nell'Ucraina occidentale.